# Jack Johnson
Jack Johnson (n. 18 mai 1975, Oahu, Hawaii, SUA), este un cântăreț și compozitor american, dar și surfer, cunoscut pentru muzica sa cu influențe folk-rock. În 2001 a avut un mare succes cu albumul său de debut ,, Brushfire Fairytales”. De atunci a mai avut patru albume de succes, o serie de EP-uri, precum și filme despre surfing și coloane sonore. Este cunoscut de asemenea și pentru organizarea festivalului anual ,,Kōkua Festival”. Câteva melodii din repertoriul lui Jack Johnson sunt: ,,Upside Down” ,,Flake”; ,,Sitting, Waiting, Wishing”; ,,If I Had Eyes”; ,,You and Your Heart”; ,,Taylor”; ,,Banana Pancakes” și  favorita  publicului, ,,Better Together”.

## Primii ani din viață
Jack Johnson s-a născut în partea de nord a coastei Oahu din Hawaii. Este fiul binecunoscutului surfer Jeff Johnson, de la care a și moștenit această pasiune. A început să învețe acest sport la vârsta de 5 ani. La vârsta de 17 ani devine cel mai tânar  invitat la finalele de surf ,,Pipeline Masters” ce aveau loc în partea de nord a malului Oahu. Începutul carierei sale de surfer ia sfârșit o săptămână mai târziu, când se accidentează grav. În urma accidentului s-a ales cu 150 de copci pe frunte și câțiva dinți sparți.
Jack Johnson a absolvit Liceul Kahuku, aflat în partea de nord  a coastei Oahu. Mai târziu se va înscrie la Universitatea din California, Santa Barbara, fiind absolvent cu diplomă în film. Acesta a învățat să cânte la chitară  la vârsta de 14 ani și a început să compună versuri la 16 ani. Pasiunea sa pentru muzică  continua să crească, mai ales când a făcut parte în liceu din formația Soil. Compoziția sa muzicală are influențe din  piesele lui Bob Dylan, Jimi Hendrix, Radiohead, Otis Redding, G. Love and Special Sauce, Ben Harper, Sublime, The Beatles, Bob Marley, Neil Young, and A Tribe Called Quest.

## Carieră
Jack Johnson a luat o pauză destul de mare, asta pentru a compune și a contribui vocal la cântecul ,,Rodeo Clowns”, apărut pe G. Love din 1999, în albumul ,,Philadelphonic”. Piesa va deveni mai târziu primul single de pe album. Muzica lui a devenit cunoscută prin prietenii săi surferi, curând ajungând și în sudul Franței, Australia și Africa de Sud. 
Contribuția lui Jack Johnson în industria de divertisment nu se limitează doar la muzică. Johnson a regizat ,,Thicker Than Water”(un documentar despre surf, lansat în anul 2000) și ,,The September Sessions”(un film despre surf, lansat în 2002) în care de asemenea a și jucat. Coloana sonoră a acestor filme a fost de asemenea produsă de Johnson. În anul 2004 Jack Johnson a jucat și în filmul despre surf numit ,, A Brokedown Melody”.
Johnson a lansat și un demo de patru piese, din care făcea parte și J. P. Plunier, care a lucrat cu Johnson la albumul de debut ,,Brushfire Fairytales”, ce a fost lansat la începutul anului 2001.
Johnson a revenit în studio cu Adam Topol (tobe, percuție) și Merlo Podlewski (chitară bas) pentru a înregistra al doilea său album full ,,On an On”. Era primul album înregistrat în studioul ,,Johnson's Mango Tree Studio” situat în orașul său natal și totodată primul album lansat prin intermediul ,, The Moonshine Conspiracy Records”. Albumul ,,On and On” a fost lansat pe  data de  6 mai 2003, urmat de albumul ,,In Between Dreams”, lansat pe data de 1 martie 2005.
,,Sing-A-Longs and Lullabies’’ este un album de coloană sonoră compus de Johnson  pentru filmul ,,Curious George”. A fost prima coloană sonoră care a ajuns pe locul 1 după ,,Bad Boys 2” și prima coloană sonoră compusă pentru un film animat, care a ajuns în topurile Billboard 200 de la coloană sonoră a filmului ,,Pocahontas” din Iulie 1995.
Pe data de 1 februarie 2008 Jack Johnson lansează albumul ,,Sleep Through the Static”, care a fost înregistrat la studioul ,,Solar-Powered Plastic Plan studio” din Los Angeles, folosind 100% energie solară.
Pe data de 27 Octomrie 2009, Johnson lansează un albumu live și un DVD din turneul său mondial intitulat ,,En Concert”, ce a avut loc în 2008. DVD-ul a fost regizat de Emmett Malloy.
Pe data de 1 februarie 2010 site-ul oficial a lui Johnson a anunțat că cel de-al cincelea album al său ,,To the Sea” este în procesul de înregistrare la ,, Mango Tree Studio” și că va urma o lansare la nivel mondial în prima săptămână a lunii Iunie. Primul single ,,You and Your Heart” de pe albumul ,,To the Sea” a fost lansat pe data de 6 aprilie 2010.

## Turneul mondial din 2010
Jack Johnson a pornit într-un turneu mondial cu Paula Fuga, o vocalistă din Hawaii, cântând în mai multe locații din lume, inclusiv în Europa, Noua Zeelandă, Australia, Canada, SUA și Japonia. Toți banii strânși în urma turneului au fost donați în scopuri caritabile.

## Viața personală
Pe data de 22 iulie 2000, Jack Johnson s-a căsătorit cu iubita sa din facultate, Kim. Ei au trei copii, doi băieți și o fată. Familia Johnson trăiește pe coasta de nord a insulei Oahu din Hawaii. Soții Johnson refuză să ofere informații intime cu privire la copii lor. ,,Dacă am putea scoate numele copiilor mei din articol, ar fi minunat”, a declarat Jack Johnson într-un interviu acordat publicației ,,Men’s Journal”.

## Caritate
Soții Johnson au creat fundația ,, Johnson Ohana Charitable Foundation”, pentru copii din Hawaii și pentru a promova conștientizarea problemelor legate de mediu. Deși fundația Johnson este o organizație non-profit, care se concentrează pe probleme de mediu, dar și pe artă și muzică, a reușit să strângă în intervalul 2009-2010, mai mult de 750.000 de dolari.

## Membrii formației
- Jack Johnson – vocal
- Adam Topol – percuție
- Merlo Podlewski – chitară bas
- Zach Gill – pian, percuție

## Albume
- Brushfire Fairytales (2001)
- On and On (2003)
- In Between Dreams (2005)
- Sleep Through the Static (2008)
- To the Sea (2010)